# Corte y confección

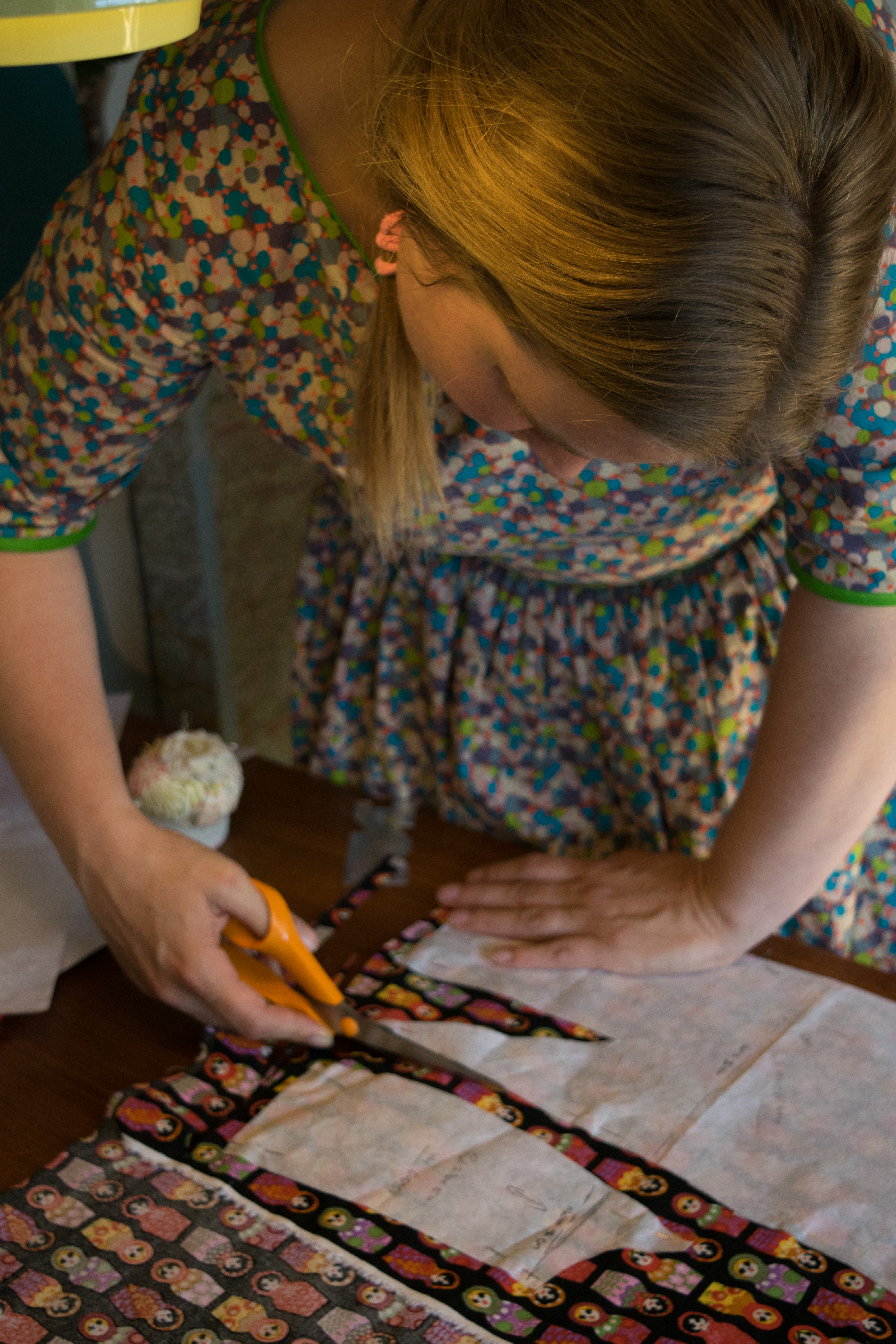
Persona confeccionando prenda.

Corte y confección son actividades de la industria textil que se vinculan, de forma artesanal, con el diseño de moda. Oficios tradicionales como el sastre, la modista o la costurera se dedican a las hechuras a medida de prendas de vestir. Son importantes, para los diseñadores, el diseño de vestuario. El corte también toma las medidas del cuerpo y se crea un patrón para la persona en concreto que va a llevar la prenda se utiliza un papel de muselina para pintar, etc.